# Paramelita barnardi
Paramelita barnardi là một loài giáp xác thuộc họ Paramelitidae. Nó là loài đặc hữu của Nam Phi.